# Statnett

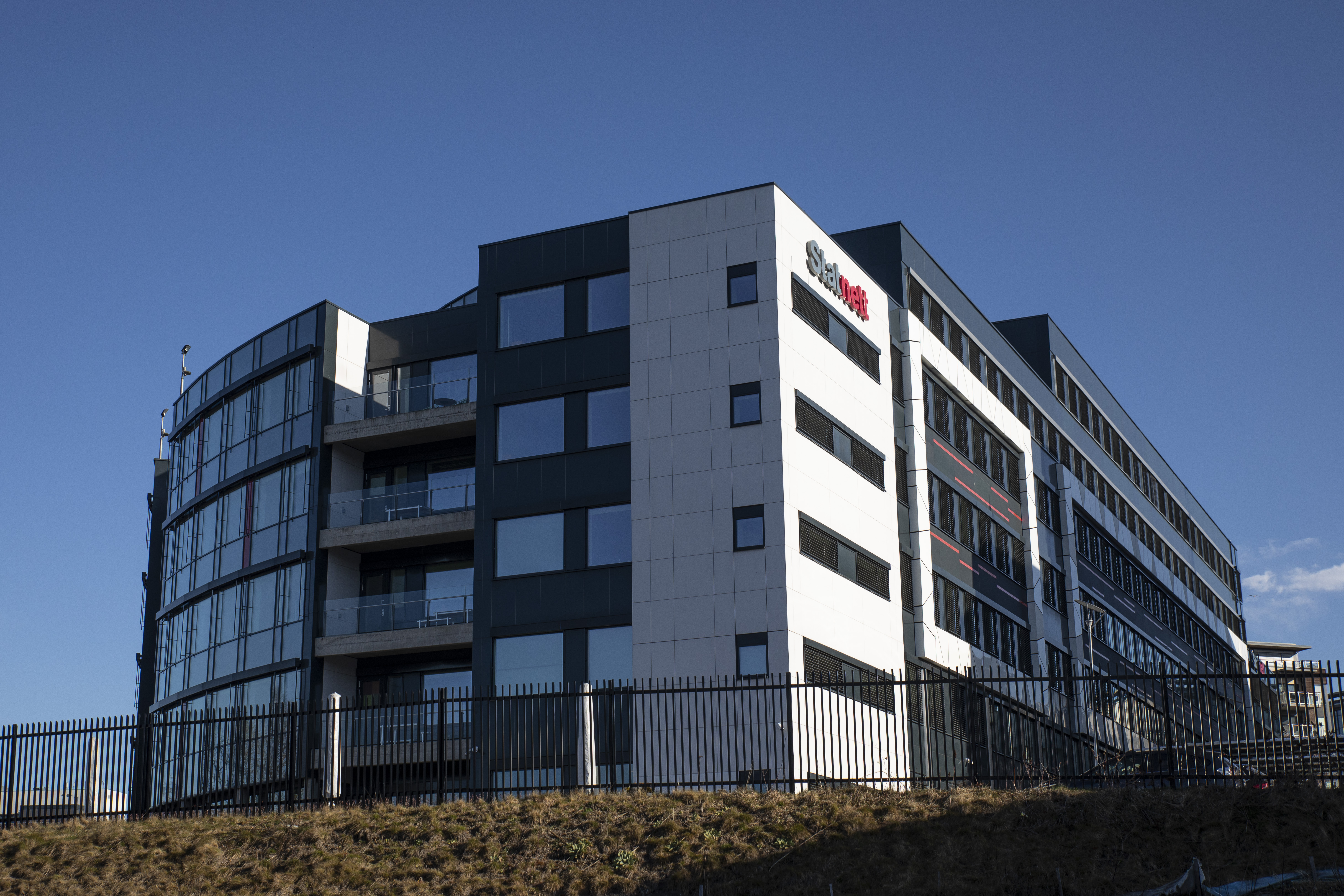
Statnetts huvudkontor i Nydalen i Oslo.

Statnett SF är ett norskt statligt företag med ansvar för att utveckla, äga och driva det centrala elnätet, inklusive kablar och ledningar till andra länder.
Statnett är också systemansvarig, det vill säga tillser att det vid varje tidpunkt är balans mellan förbrukning och kraftproduktion.